# Yaucourt-Bussus
Yaucourt-Bussus est une ancienne commune française située dans le département de la Somme, en région Hauts-de-France. Depuis le 1er janvier 2025, elle fait partie de la commune nouvelle de Bussus-lès-Yaucourt.
Depuis le 13 février 2020, la commune fait partie du parc naturel régional Baie de Somme - Picardie maritime.

## Géographie

### Localisation
Yaucourt-Bussus est un village picard situé dans le Ponthieu.
Limitrophe d'Ailly-le-Haut-Clocher, a commune est située à 10 km au nord de Longpré-les-Corps-Saints, 10 km à l'est d'Abbeville et à 33 km au nord-ouest d'Amiens à vol d'oiseau.
Le territoire de la commune est limitrophe de ceux de cinq communes.
Les communes limitrophes sont Ailly-le-Haut-Clocher, Buigny-l'Abbé, Oneux et Saint-Riquier.

### Géologie et relief
Yaucourt-Bussus est situé dans la vallée du Scardon, rivière se jetant dans la Somme. Il est aisément accessible par l'ancienne route nationale 1 (actuelle RD 1001) et l'autoroute A16.

### Hydrographie
La commune est située dans le bassin Artois-Picardie. Elle n'est drainée par aucun cours d'eau.

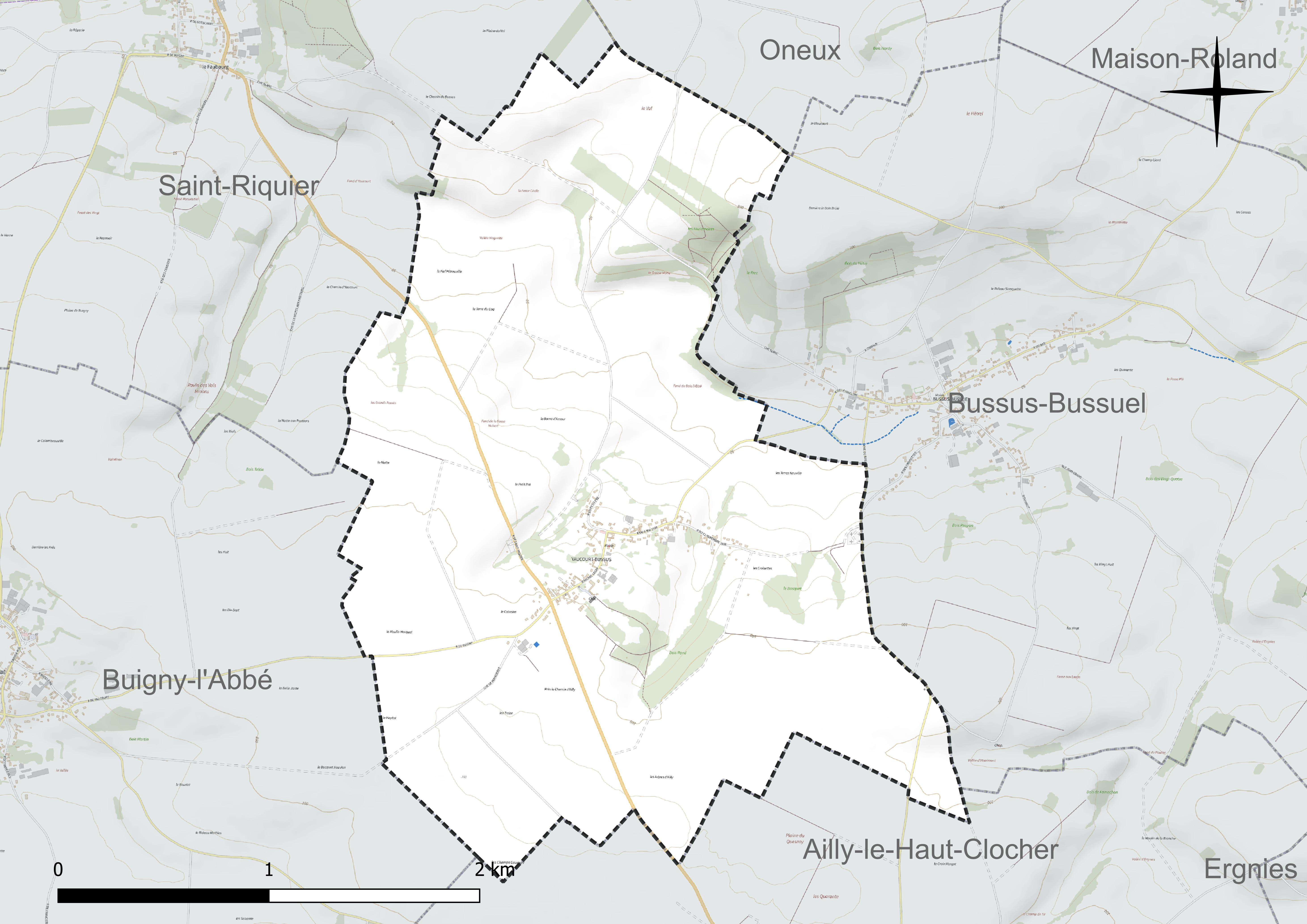
Réseau hydrographique d'Yaucourt-Bussus.

### Climat
Pour des articles plus généraux, voir Climat des Hauts-de-France et Climat de la Somme.
En 2010, le climat de la commune est de type climat océanique altéré, selon une étude du CNRS s'appuyant sur une série de données couvrant la période 1971-2000. En 2020, Météo-France publie une typologie des climats de la France métropolitaine dans laquelle la commune est exposée à un climat océanique et est dans la région climatique Côtes de la Manche orientale, caractérisée par un faible ensoleillement (1 550 h/an) ; forte humidité de l'air (plus de 20 h/jour avec humidité relative > 80 % en hiver), vents forts fréquents.
Pour la période 1971-2000, la température annuelle moyenne est de 10,1 °C, avec une amplitude thermique annuelle de 13,2 °C. Le cumul annuel moyen de précipitations est de 814 mm, avec 12,7 jours de précipitations en janvier et 8,5 jours en juillet. Pour la période 1991-2020, la température moyenne annuelle observée sur la station météorologique la plus proche, située sur la commune d'Abbeville à 10 km à vol d'oiseau, est de 11,0 °C et le cumul annuel moyen de précipitations est de 806,2 mm,. Pour l'avenir, les paramètres climatiques de la commune estimés pour 2050 selon différents scénarios d'émission de gaz à effet de serre sont consultables sur un site dédié publié par Météo-France en novembre 2022.

## Urbanisme

### Typologie
Au 1er janvier 2024, Yaucourt-Bussus est catégorisée commune rurale à habitat dispersé, selon la nouvelle grille communale de densité à sept niveaux définie par l'Insee en 2022.
Elle est située hors unité urbaine. Par ailleurs la commune fait partie de l'aire d'attraction d'Amiens, dont elle est une commune de la couronne,. Cette aire, qui regroupe 369 communes, est catégorisée dans les aires de 200 000 à moins de 700 000 habitants,.

### Occupation des sols
L'occupation des sols de la commune, telle qu'elle ressort de la base de données européenne d'occupation biophysique des sols Corine Land Cover (CLC), est marquée par l'importance des territoires agricoles (92,6 % en 2018), une proportion identique à celle de 1990 (92,6 %). La répartition détaillée en 2018 est la suivante : 
terres arables (86,9 %), zones agricoles hétérogènes (5,7 %), zones urbanisées (4,6 %), forêts (2,8 %). L'évolution de l'occupation des sols de la commune et de ses infrastructures peut être observée sur les différentes représentations cartographiques du territoire : la carte de Cassini (XVIIIe siècle), la carte d'état-major (1820-1866) et les cartes ou photos aériennes de l'IGN pour la période actuelle (1950 à aujourd'hui).

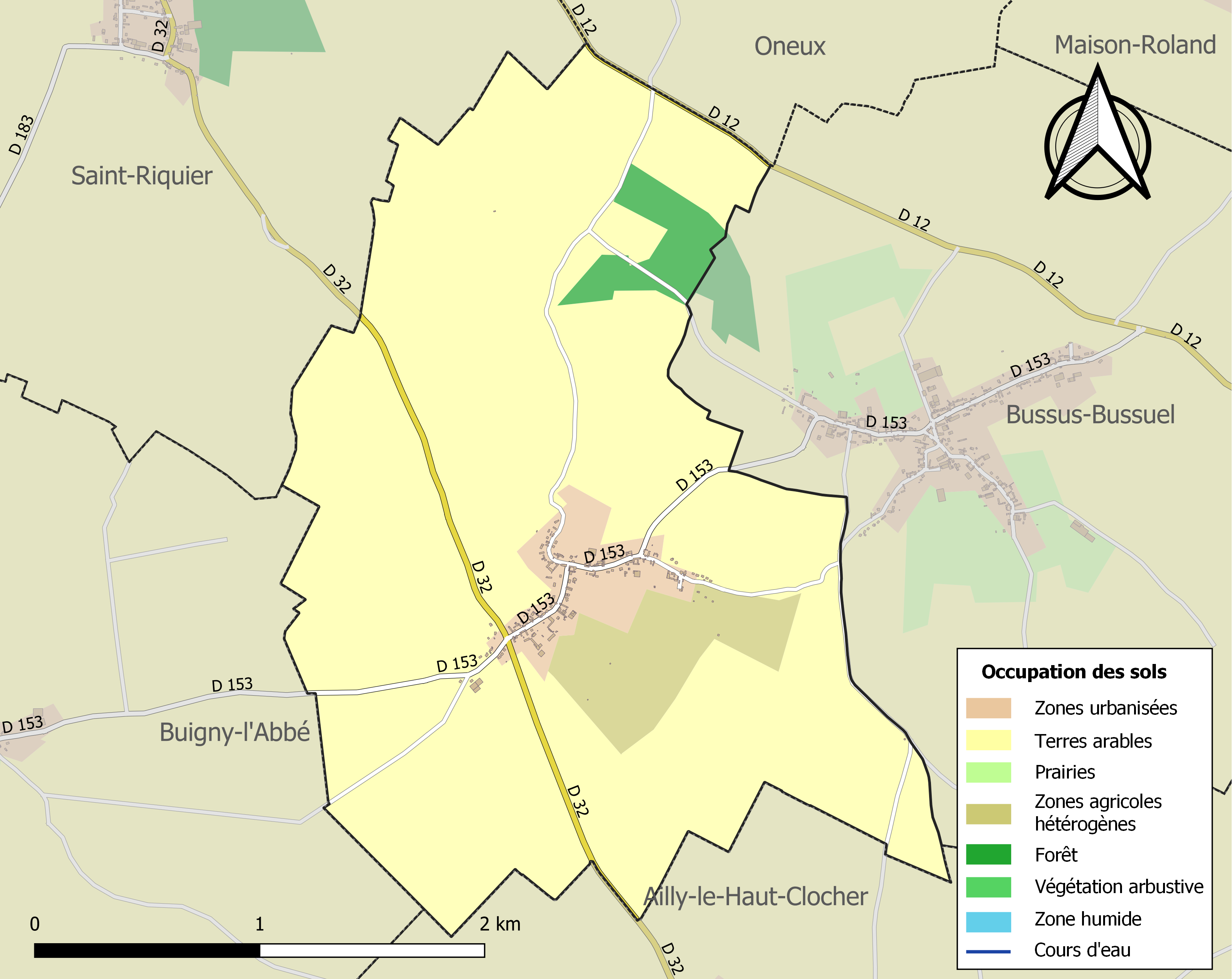
Carte des infrastructures et de l'occupation des sols de la commune en 2018 (CLC).

## Toponymie
Le nom de la localité est attesté sous les formes Ingoaldi curtis (831) ; Aldulfi curtis (831 ?) ; Haidulfi curtis ; Hinwalth-cortis (960) ; Hardulfi curtis (851 ?) ; Aqua Oii (1100) ; Aignaucourt (1217) ; Yaucourt (1230) ; Yocourt (1243) ; Equicuria (1260) ; Yeucourt (1239-1241-1259-1319) ; Yauecourt (1305) ; Hieucourt (1557) ; Hyaucourt (1728) ; Yaucour (1733) ; Hiaucourt (1781) ; Jaucourt (1801) ; Yeucourt-Bussu (1826) ; Yaucourt-Bussus (1806) ; Yaucourt-Bussu (1840).
Bussus est attesté sous les formes Buxeium (704) ; Bixis (855) ; Buxionus (960) ; Buxudis villa (1088) ; Bussiacum (1184) ; Busseium (1224) ; Bussu (1260) ; Buyssu (1301) ; Buchu (1638) ; Bossu (1707) ; Bussy (1781) ; Bussus (1850).

Du latin buxus « buis » et du suffixe latin -utum , « ( lieu ) pourvu de buis ».

## Histoire
- Le 2 septembre 1944, un résistant de la commune est touché à mort par les derniers occupants allemands, le jour de la libération du village. Une plaque rappelle le drame, non loin du carrefour[18].

## Politique et administration
| Période                                  | Période       | Identité         | Étiquette | Qualité                                              |
| ---------------------------------------- | ------------- | ---------------- | --------- | ---------------------------------------------------- |
| Les données manquantes sont à compléter. |               |                  |           |                                                      |
| mars 2001                                | décembre 2024 | Daniel Marcassin | NC        | Retraité de La Poste Réélu pour le mandat 2014-2020, |

## Population et société

### Démographie
L'évolution du nombre d'habitants est connue à travers les recensements de la population effectués dans la commune depuis 1793. Pour les communes de moins de 10 000 habitants, une enquête de recensement portant sur toute la population est réalisée tous les cinq ans, les populations de référence des années intermédiaires étant quant à elles estimées par interpolation ou extrapolation. Pour la commune, le premier recensement exhaustif entrant dans le cadre du nouveau dispositif a été réalisé en 2005.

En 2022, la commune comptait 247 habitants, en stagnation par rapport à 2016 (Somme : −1,26 %, France hors Mayotte : +2,11 %).
| 1793 | 1800 | 1806 | 1821 | 1831 | 1836 | 1841 | 1846 | 1851 |
| ---- | ---- | ---- | ---- | ---- | ---- | ---- | ---- | ---- |
| 370  | 235  | 463  | 478  | 477  | 438  | 424  | 416  | 417  |

| 1856 | 1861 | 1866 | 1872 | 1876 | 1881 | 1886 | 1891 | 1896 |
| ---- | ---- | ---- | ---- | ---- | ---- | ---- | ---- | ---- |
| 401  | 397  | 380  | 364  | 346  | 300  | 278  | 252  | 248  |

| 1901 | 1906 | 1911 | 1921 | 1926 | 1931 | 1936 | 1946 | 1954 |
| ---- | ---- | ---- | ---- | ---- | ---- | ---- | ---- | ---- |
| 239  | 222  | 179  | 152  | 141  | 148  | 131  | 153  | 123  |

| 1962 | 1968 | 1975 | 1982 | 1990 | 1999 | 2005 | 2006 | 2010 |
| ---- | ---- | ---- | ---- | ---- | ---- | ---- | ---- | ---- |
| 135  | 124  | 129  | 121  | 146  | 175  | 208  | 211  | 207  |

| 2015 | 2020 | 2022 | - | - | - | - | - | - |
| ---- | ---- | ---- | - | - | - | - | - | - |
| 242  | 245  | 247  | - | - | - | - | - | - |

### Enseignement
L'école intercommunale Victor Hugo a été construite à Ailly-le-Haut-Clocher. Elle scolarise 303 élèves au cours de l'année scolaire 2014-2015 et regroupe des écoliers d'Ailly-le-Haut-Clocher, Brucamps, Domqueur, Ergnies, Long, Mouflers, Yaucourt-Bussus.
La compétence scolaire est du ressort de la communauté de communes.

## Culture locale et patrimoine

### Lieux et monuments
- Église Saint-Michel, du XIXe siècle[26],[27].
- Château et parc[28] de Yaucourt. L'édifice date de 1633. Il a été remanié entièrement au XVIIIe siècle. Il a été la propriété du marquis de Rambures et d'Augustin Debray, maire d'Amiens sous Napoléon Bonaparte. C'est le dernier témoin de la seigneurie de Yaucourt[29].

- Le moulin Vaillant-Tellier, du nom de son propriétaire sous la Révolution et de sa donatrice, Monique Tellier.

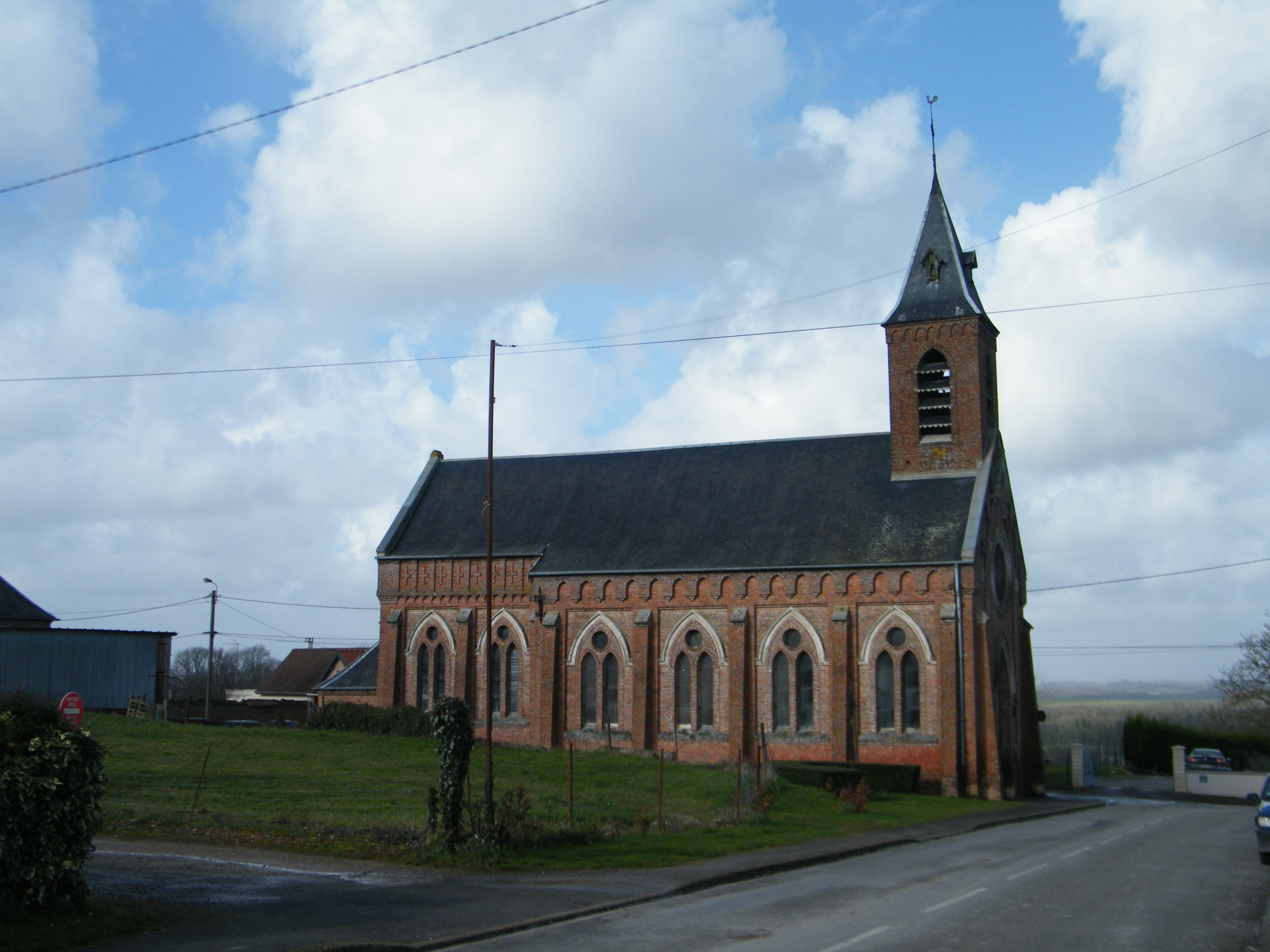
L'église
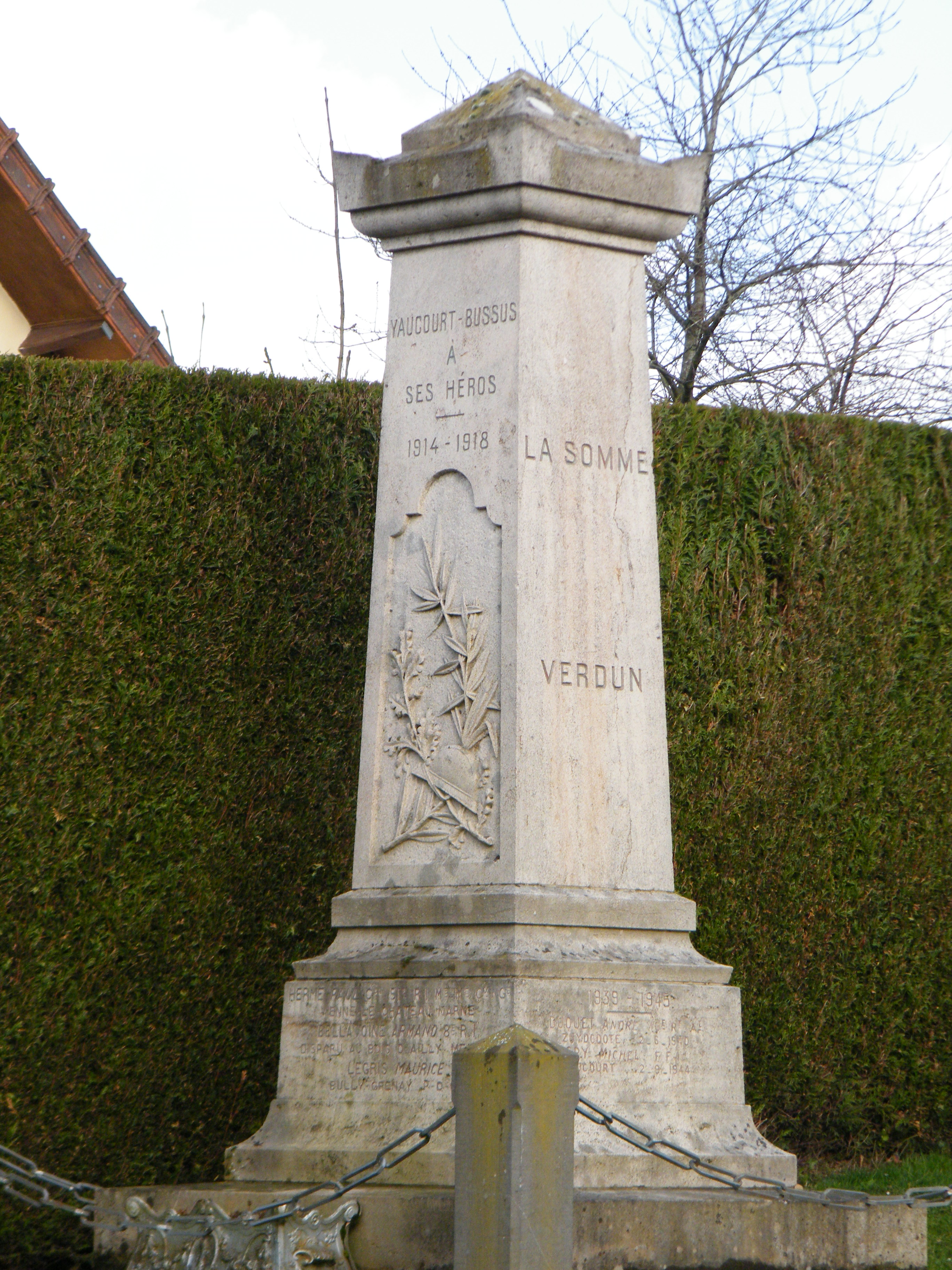
Le monument aux morts pour la patrie.
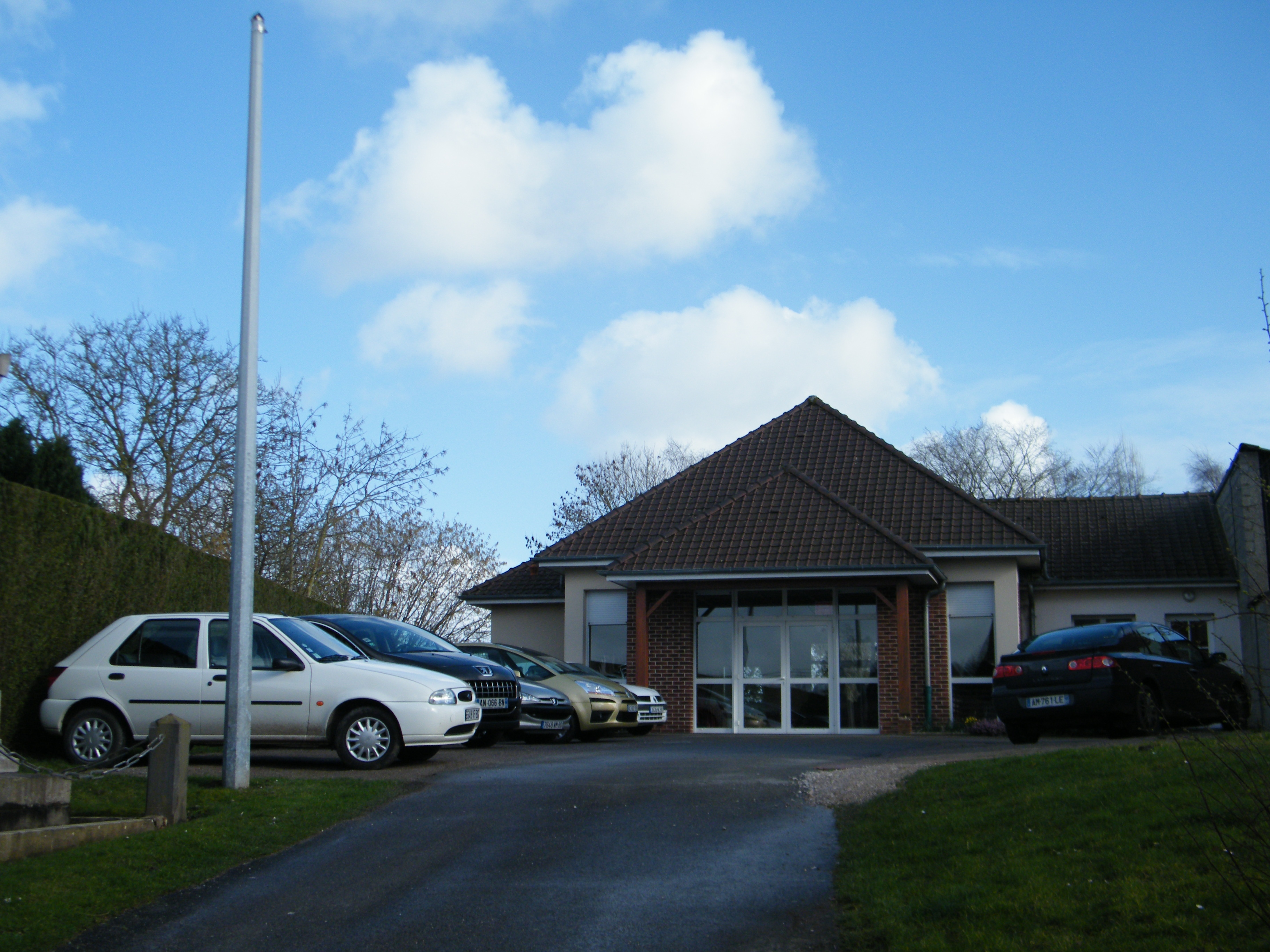
La salle communale.
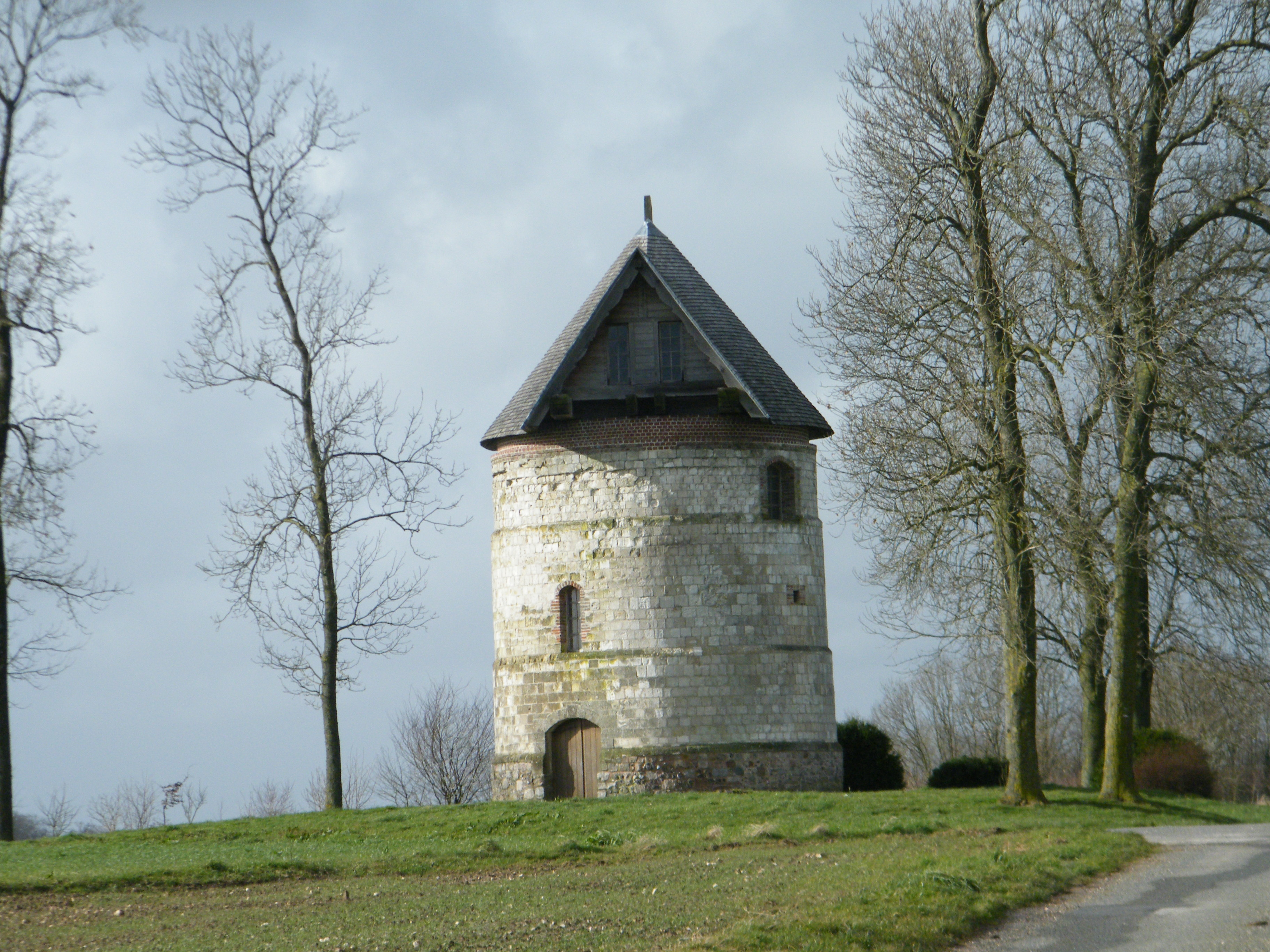
Le moulin, propriété de la commune de Bussus-Bussuel mais situé sur la commune de Yaucourt-Bussus.
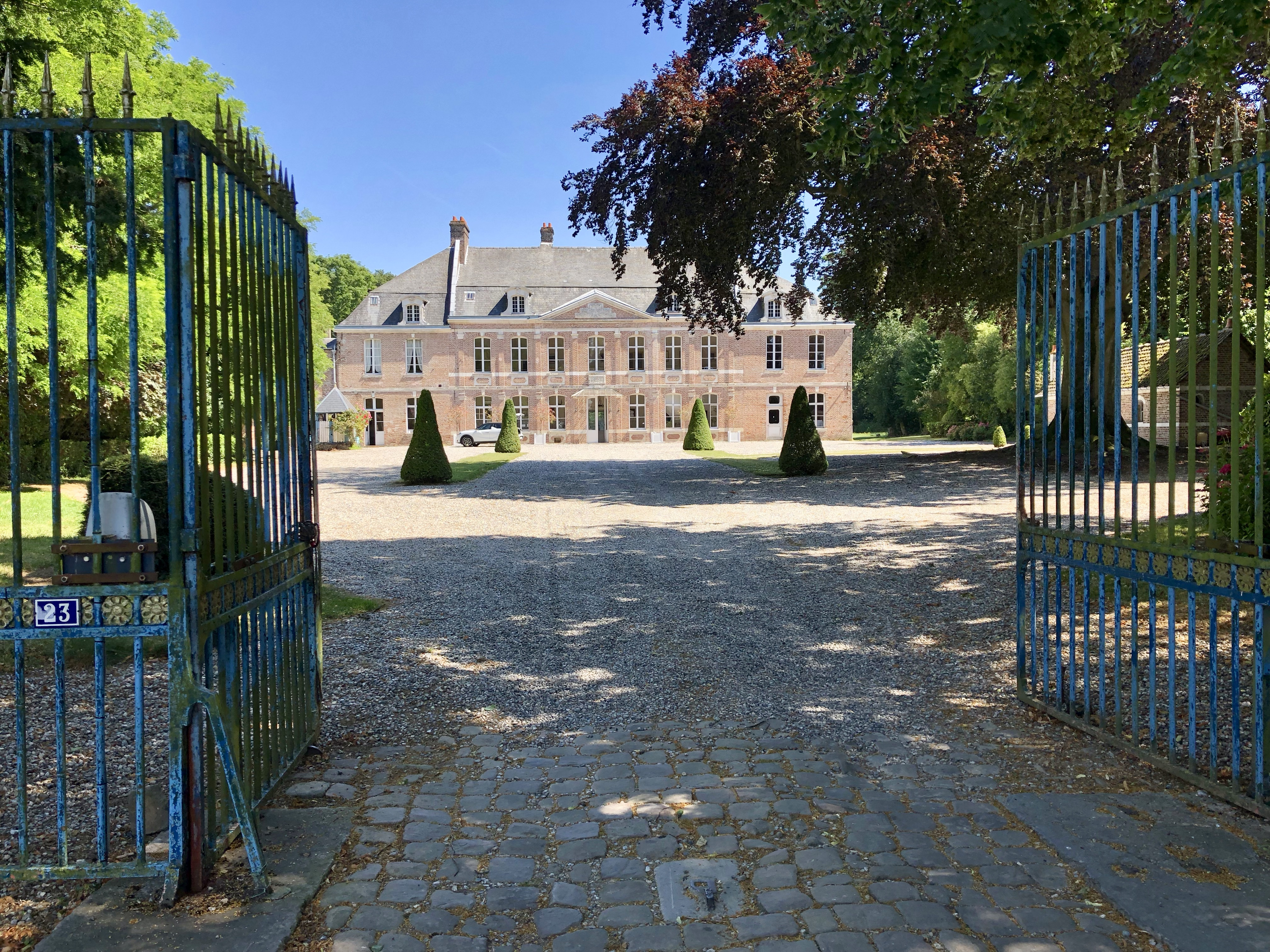
Le château de Yaucourt et son parc .

### Héraldique
|  | Les armes de la commune se blasonnent ainsi : d'or aux trois aigles de sable, becquées et membrées de gueules. |

### Personnalités liées à la commune
- Pierre Augustin Laurent Debray.
- Michel Legry (1er juin 1909-2 septembre 1944), résistant, abattu par les Allemands le jour de la libération du village.